# Демократический социальный фронт
Демократический социальный фронт (порт. Frente Democrática Social, FDS) — левоцентристская политическая партия Гвинеи-Бисау. Создана Рафаэлом Барбозой в 1990 году.

## Предыстория и идеология
На протяжении 17 лет в Гвинее-Бисау сохранялось однопартийная система марксистско-ленинской партии ПАИГК. В 1989 году были провозглашены политические реформы, в том числе многопартийность. Началось создание альтернативных политический партий. Одной из них стал Демократический социальный фронт — Frente Democrática Social (FDS). Инициатором создания FDS выступил Рафаэл Барбоза — ветеран антиколониальной борьбы, один из основателей и первый председатель ПАИГК.
Рафаэл Барбоза придерживался позиций левого национализма и демократического социализма. В 1960-х он резко разошёлся с лидером ПАИГК Амилкаром Кабралом, поскольку выступал против вооружённой борьбы, за компромисс с Португалией и ненасильственные методы достижения независимости. Сторонники Кабрала обвиняли Барбозу в неоколониалистской политике, возлагали на него ответственность за убийство лидера ПАИГК в 1973 году. В независимой Гвинее-Бисау при однопартийном режиме ПАИГК Барбоза был приговорён к пожизненному заключению.
Освободившись в ходе реформ, Рафаэл Барбоза учредил FDS. Его союзником в этом выступил будущий президент Гвинеи-Бисау Кумба Яла. Левая риторика FDS ориентирована на крестьянство и малоимущие слои горожан.

## Политика
На выборах 1994 года FDS выступал в составе оппозиционная коалиции Союз за перемены. Коалиция заняла третье место, получив 12,6 % голосов и 6 мандатов в парламенте, но FDS не добился парламентского представительства.
В 1999 году FDS выступал на выборах самостоятельно и получил 1 парламентский мандат.
В выборах 2004 года FDS участвовал в коалиции Объединённая платформа, которая получила 4,5 % голосов, но не прошла в парламент.
В выборах 2008 года партия не участвовала.
После смерти Рафаэла Барбозы в 2007 году FDS возглавляет его дочь Элена Паула Барбоза. Под её руководством FDS поддержал государственный переворот 2012 года. Элена Барбоза была назначена государственным секретарём по делам молодёжи, культуры и спорта в переходном правительстве Фернанду Ваза.
На выборах 2014 года FDS получил всего 1710 голосов (0,29 %) и не прошёл в парламент.

## Символика
Партийная эмблема — росток риса в жёлтом круге — помещена на зелёном флаге с аббревиатурой F.D.S.